# Witkeeldwerggaai
De witkeeldwerggaai (Cyanolyca nanus) is een zangvogel uit de familie Corvidae (kraaien).

## Verspreiding en leefgebied
Deze soort is endemisch in zuidwestelijk Mexico.

## Status
De grootte van de populatie is in 2016 geschat op 2500-10.000 volwassen vogels. Deze kleine populatie gaat achteruit door habitatverlies. Op de Rode lijst van de IUCN heeft deze soort daarom de status gevoelig.